# آرتش هيرد

آرتش هيرد (بالإنجليزية:  Arch Hurd)‏ هو نظام تشغيل مبني على توزيعة آرتش لينكس ولكن يستخدم نواة جنو هيرد بدلا من لينكس.

## المشروع
ظهرت فكرة مشروع آرتش هيرد في موضوع في منتدى آرتش، وبعد عدة اسابيع قليلة من مساهمات الأعضاء في الموضوع، تم التوصل إلى النقطة التي يمكن أن يبدء منها المشروع.